# かとれあ丸
かとれあ丸（かとれあまる）は、東海汽船が運航していた客船。本項目では、1969年に就航した初代を取り扱う。共有建造制度を利用して建造された船舶整備公団との共有船である。

## 船歴
田熊造船で建造され、1969年6月15日に「橘丸」に代わって東京 - 伊豆大島航路に就航した。
1970年には大阪で実施された日本万国博覧会輸送のため、東京港（竹芝桟橋） - 大阪港（弁天埠頭）で運航された。
1972年5月30日、青山学院初等部にチャーターされ、初の洋上小学校として6年生を乗せて8泊9日の航海を実施した。洋上小学校のチャーター運航は、これ以降ほぼ毎年行われており、本船の引退後は後継の就航船に引き継がれている。
1989年、「かとれあ丸2」の就航により引退した。
その後、パナマのLeader Navigationに売却され、「LEADER QUEEN」となった後、1989年にタイ王国のSeatran Travelに売却され、「SEATRAN PRINCESS」として就航した。

## 設計
総トン数 約2400トン
最大速力 19.409ノット
エントランスは吹き抜けで「光の壁画」が設置されるなど豪華な内装で知られた。ダイニングサロン、スナックなどの供食設備のほか、売店が各デッキに設けられ、船底にはバーカウンターを有するアミューズメントホールを設けるなど公室設備が充実していた。

## 船内

### 船室
- 特等室（56名）
- 一等室（256名）
- 二等室（826名）

### 設備
- エントランス
- ダイニングサロン
- スナック
- 売店
- アミューズメントホール